# ارنست آیگنر
ارنست آیگنر (آلمانی: Ernst Aigner؛ زادهٔ ۳۱ اکتبر ۱۹۶۶) بازیکن فوتبال اهل اتریش بود.
از باشگاه‌هایی که در آن بازی کرده‌است می‌توان به باشگاه فوتبال سنت پولتن، باشگاه فوتبال آدمیرا واکر مودلینگ، و باشگاه فوتبال آستریا وین اشاره کرد.
وی همچنین در تیم ملی فوتبال اتریش بازی کرده‌است.